# Castelnou, Pyrénées-Orientales
Castelnou (în catalană Castellnou dels Aspres) este o comună în departamentul Pyrénées-Orientales din sudul Franței. În 2009 avea o populație de 365 de locuitori.

## Evoluția populației
| An        | 1975 | 1982 | 1990 | 1999 | 2006 | 2009 |
| --------- | ---- | ---- | ---- | ---- | ---- | ---- |
| Populație | 159  | 152  | 277  | 331  | 366  | 365  |